# Evergestis aridalis
Evergestis aridalis là một loài bướm đêm trong họ Crambidae.